# Fuchstal
Fuchstal település Németországban, azon belül Bajorországban. Lakosainak száma 4230 fő (2023. december 31.).

## Népesség
A település népessége az elmúlt években az alábbi módon változott:
| Lakosok száma | 2454 | 2503 | 3553 | 3582 | 3661 | 3743 | 3825 | 3874 | 4129 | 4230 |
|               | 1970 | 1975 | 2011 | 2012 | 2014 | 2015 | 2017 | 2019 | 2022 | 2023 |